# Teppei Nishiyama
Teppei Nishiyama (西山 哲平 Nishiyama Teppei?, nacido el 22 de febrero de 1975 en Chiba) es un exfutbolista japonés. Jugaba de centrocampista y su último club fue el Oita Trinita de Japón.

## Trayectoria

### Clubes
| Club               | País   | Año         |
| ------------------ | ------ | ----------- |
| Criciúma           | Brasil | 1992        |
| Bellmare Hiratsuka | Japón  | 1993 - 1999 |
| Montedio Yamagata  | Japón  | 2000 - 2001 |
| Oita Trinita       | Japón  | 2002 - 2009 |

## Palmarés

### Títulos nacionales
| Título             | Club               | País  | Año  |
| ------------------ | ------------------ | ----- | ---- |
| Copa del Emperador | Bellmare Hiratsuka | Japón | 1994 |
| J2 League          | Oita Trinita       | Japón | 2002 |
| Copa J. League     | Oita Trinita       | Japón | 2008 |